# イェリング墳墓群
イェリング墳墓群（イェリングふんぼぐん、Jelling Mounds, Runic Stones and Church）は、デンマーク、ユトランド半島中部のイェリング近郊で発見された ルーン文字の刻まれた10世紀の石碑で知られる墳墓群で、石碑はデンマークの国家の起源を示す貴重な文字資料である。
1994年に世界遺産に登録された（ID697）。
イェリングにある最も古い石碑は、デンマークの最初の王とされるゴーム老王とチューラ王妃について刻んだものである。
ゴーム老王とチューラ王妃のものより大きな石碑は、かれらの子であるハーラル青歯王の記念碑である。ハーラル青歯王がデンマークとノルウェーを征服したこととデーン人のキリスト教への改宗を祝って建てられた。石碑は、イェリングの教会墓地にある二つのおおきな古墳の間に建てられている。これらの石碑はノルウェー人の土着宗教とデンマークのキリスト教化の移行期の様相を表している。

## ゴームの石碑

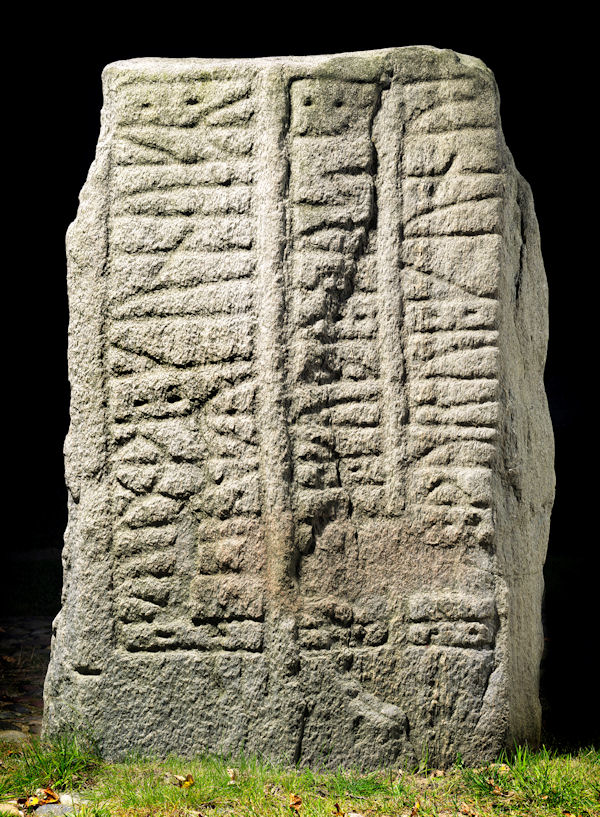
ゴーム老王の石碑の面A

より古く、小ぶりなルーン文字の石碑は、「ゴームの石碑」と呼ばれ、高さ1.4m、幅1m、厚さ50cmの直方体に近い形状をしている。ゴーム老王の亡くなる少し前（10世紀初頭）に立てられたと考えられている。碑文には、「ゴーム王は、デンマークを救った妃のチューラを記念してこの石碑を建てる。」と読める。古ノルウェー語につかわれた、A.D.800年ごろから使用されたスカンディナヴィア系の新「フサルク」のルーン文字で碑文が刻まれている。
(面A) ᛬ ᚴᚢᚱᛘᛦ ᛬ ᚴᚢᚾᚢᚴᛦ ᛬
᛬ ᚴ(ᛅᚱ)ᚦᛁ ᛬ ᚴᚢᛒᛚ ᛬ ᚦᚢᛋᛁ ᛬
᛬ ᛅ(ᚠᛏ) ᛬ ᚦᚢᚱᚢᛁ ᛬ ᚴᚢᚾᚢ
（面B) ᛬ ᛋᛁᚾᛅ ᛬ ᛏᛅᚾᛘᛅᚱᚴᛅᛦ ᛬ ᛒᚢᛏ ᛬
[釈文]
釈文]
(面A) : kurmR : kunukR :「ゴーム：王」
 : k(ar)þi : kubl : þusi :「～られた:建て:これ（→この石碑）」
 : a(ft) : þurui : kunu「～のあとに、～を追って（→～を追憶する、振り返る）：チューラ：妃」
(面B) | sina | tanmarkaR | but |「彼(ゴーム)の| デンマークの |改善する、治療する|
(Jacobsen & Moltke, 1941-42, DR 41)

## ハーラルの石碑

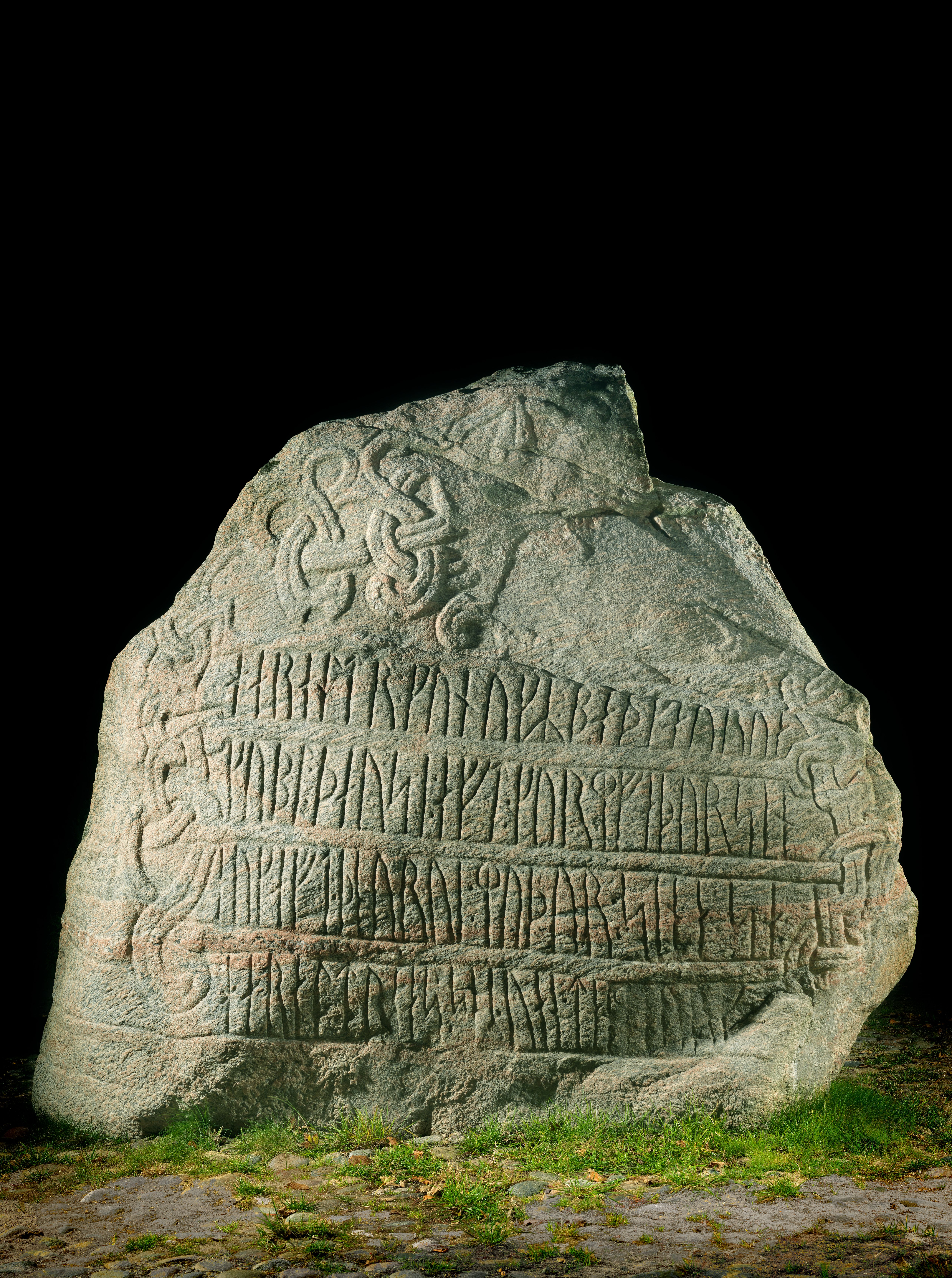
ハーラルの石碑面A. (Transcribed text.).

ハーラルの石碑は、高さ2.4m、最大幅2.9mの不定形の石碑であって、ハーラル青歯王の存命中の983年ごろに建てられたと考えられている。北欧最古と考えられるキリスト像のレリーフがヴァイキング独特の伝統的な帯状装飾に囲まれて刻まれている。また、別の面には、グリフィンが帯状装飾に囲まれて刻まれている。これは、ハーラル王自身のノルウェー征服を象徴して刻んだものと考えられている。碑文には、「王であるハーラルは、父であるゴームと母であるチューラを記念してこの碑を建てる。ハーラルはデンマークとノルウェーを勝利によって獲得し、デーン人をキリスト教へ改宗した。」と刻まれている。
( 面A) ᚼᛅᚱᛅᛚᛏᚱ ᛬ ᚴᚢᚾᚢᚴᛦ ᛬ ᛒᛅᚦ ᛬ ᚴᛅᚢᚱᚢᛅ
ᚴᚢᛒᛚ ᛬ ᚦᛅᚢᛋᛁ ᛬ ᛅᚠᛏ ᛬ ᚴᚢᚱᛘ ᚠᛅᚦᚢᚱ ᛋᛁᚾ
ᛅᚢᚴ ᛅᚠᛏ ᛬ ᚦᚭᚢᚱᚢᛁ ᛬ ᛘᚢᚦᚢᚱ ᛬ ᛋᛁᚾᛅ ᛬ ᛋᛅ
ᚼᛅᚱᛅᛚᛏᚱ (᛬) ᛁᛅᛋ ᛬ ᛋᚭᛦ ᛫ ᚢᛅᚾ ᛫ ᛏᛅᚾᛘᛅᚢᚱᚴ
(面B) ᛅᛚᛅ ᛫ ᛅᚢᚴ ᛫ ᚾᚢᚱᚢᛁᛅᚴ
(面C) ᛫ ᛅᚢᚴ ᛫ ᛏ(ᛅ)ᚾᛁ (᛫ ᚴᛅᚱᚦᛁ ᛫) ᚴᚱᛁᛋᛏᚾᚭ
[釈文]
(面A) haraltr : kunukR : baþ : kaurua「ハーラル：王：命ずる：～するのを」
kubl : þausi : aft : kurm faþur sin「建てる：これ（→この石碑）：～のあとに、～を追って（→～を追憶する、振り返る、記念する）：ゴーム/父/彼の」
auk aft : þąurui : muþur : sina : sa「及び/～を追憶する、振り返る：チューラ：母：彼の：」
haraltr (:) ias : sąR * uan * tanmaurk「ハーラル：～ゆえに、～だから：彼自身が/勝ち取る、獲得する/デンマーク」
( 面B) ala * auk * nuruiak「すべて/及び/ノルウェー」
(面C) * auk * t(a)ni (* karþi *) kristną「及び/デーン人/～にした/キリスト者」
(Jacobsen & Moltke, 1941-42, DR 42)
1955年にこの石碑の石膏レプリカがロンドンの英国祭にお目見えした。そのレプリカは現在、ロンドンのデンマーク語教会の敷地内に建てられている。

## 墳墓（二つの塚）について

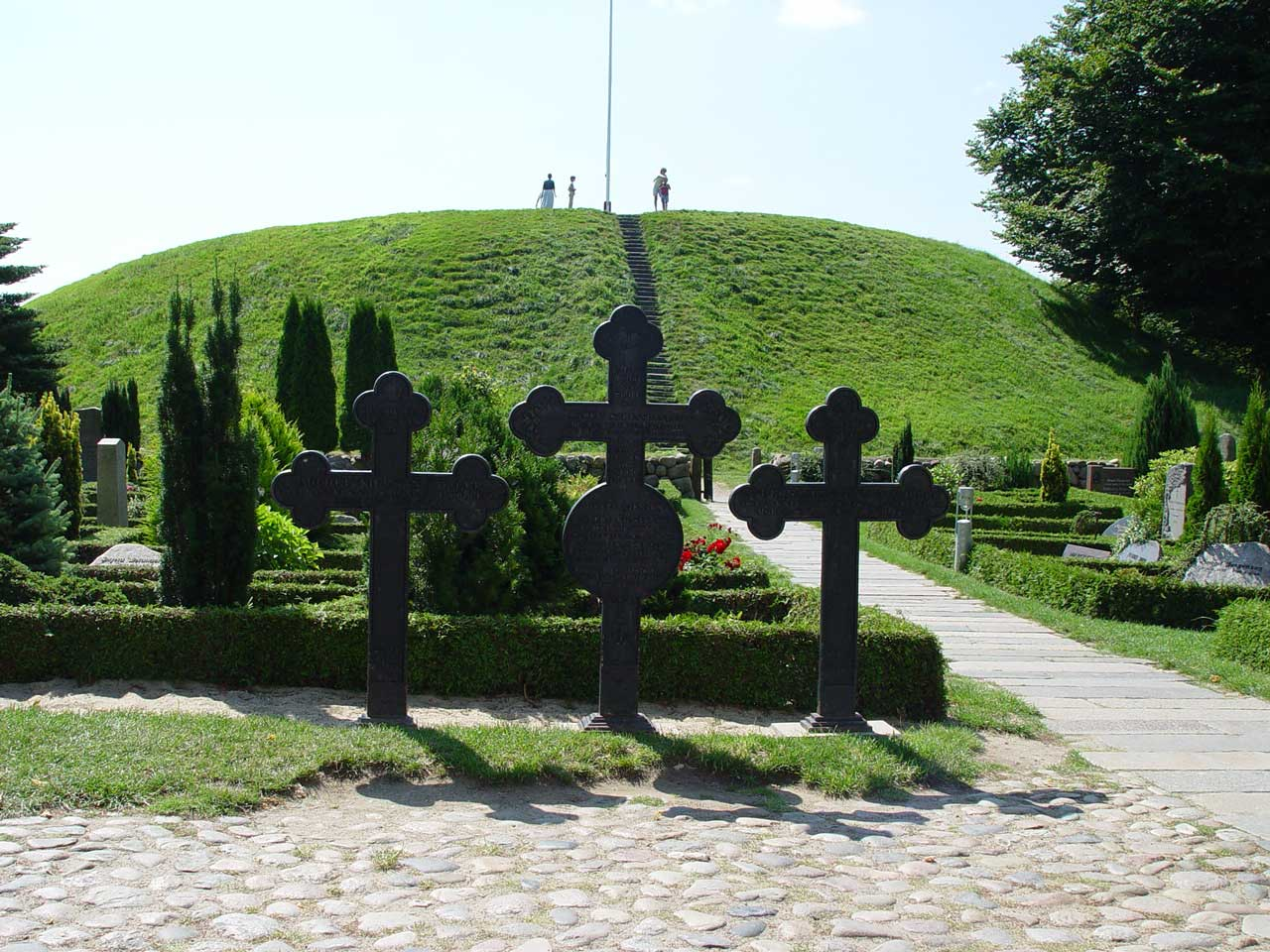
イェリングの墳墓

北の墳墓からは、1820年の調査によって、石碑に並行かやや時期がふるいイェリング様式（875～975）の銀製ゴブレットが発見された。北の墳墓の調査では、木製品が納められた大きな宝物室が発見された。この墳墓自身からは被葬者の遺体は発見されなかったが、聖堂の修理の際に中年男性の骨格の一部と王の衣装と思われる衣の断片が発見されたことから、ゴーム老王自身ではないかという議論もあった。いずれにせよ、聖堂に移される前にゴーム老王と妃チューラが葬られていたことはほぼ確実であろうと考えられている。なお、北の墳墓は、958年から959年にかけての冬に造られたと推定されている。
南の塚は、1860年代、1941年に調査され、墓室は発見されなかった。1970年の発掘調査の結果、970年段階では未完成であったことが判明した。ハーラル青歯王が、何層にも土を積み重ねて記念碑的な意味で造らせたと考えられる。

## 参考引用文献
- ユネスコ世界遺産センター監修『ユネスコ世界遺産(7)北・中央ヨーロッパ』講談社,1997年,pp.66-69 ISBN 4-06-254707-4
- 古城健志、松下正三『デンマーク語辞典』大学書林,1993年 ISBN 978-4475001274

### 英語版に掲げられたもの
- Rundata, Joint Nordic database for runic inscriptions.
- Jacobsen, Lis; Erik Moltke (1941-42). Danmarks runeindskrifter. Copenhagen: Ejnar Munksgaards Forlag